# Ferdynand VII
Ferdynand VII (ur. 14 października 1784 w Escorialu, zm. 29 września 1833 w Madrycie) – król Hiszpanii w roku 1808 oraz w latach 1813–1833 z dynastii Burbonów.
Syn króla Hiszpanii – Karola IV i Marii Luizy Parmeńskiej, córki Filipa I, księcia Parmy oraz Ludwiki Elżbiety Francuskiej.

## Młodość
Jako następca tronu Ferdynand nie miał żadnego wpływu na politykę swojego ojca, nie miał również żadnych własnych uprawnień – całą władzę miał minister-faworyt Manuel de Godoy, uważany za kochanka matki Ferdynanda. Godoy był jednak bardzo niepopularny wśród Hiszpanów, co zaowocowało buntem w 1805. W październiku 1807 Ferdynand został aresztowany za udział w spisku liberałów, którzy byli przychylni cesarzowi francuskiemu – Napoleonowi Bonaparte. Kiedy spisek został wykryty, Ferdynand zdradził towarzyszy i błagał swoich rodziców o wybaczenie.

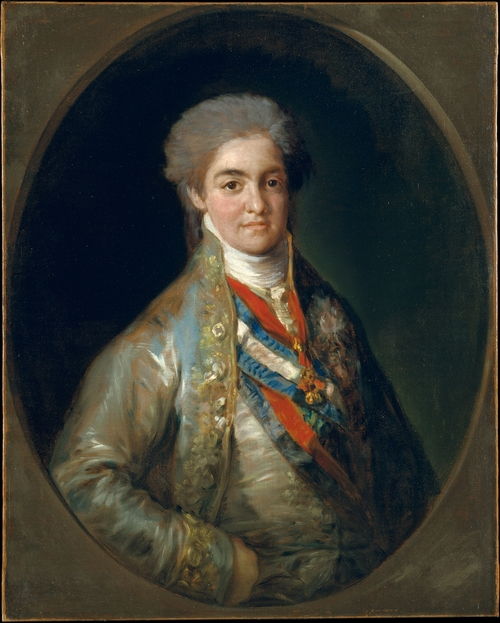
Ferdynand jako następca tronu – książę Asturii

Kiedy jego ojciec abdykował na skutek buntu w Aranjuez, w marcu 1808 Ferdynand został królem Hiszpanii i znowu zwrócił się w kierunku Francji mając nadzieję, że cesarz będzie go wspierał. Zamiast tego cesarz zmusił go do abdykacji i uwięził we Francji na prawie 7 lat. Ferdynand mieszkał w zamku w miasteczku Valençay.

## Król Hiszpanii
Ferdynand odzyskał tron Hiszpanii w 1813, ale już w 1820 jego rządy spowodowały rewoltę, rozpoczęło się trzylecie liberalne. Rewolucjoniści popierali postanowienia konstytucji z 1812, a król został uwięziony. Znowu, tak jak niegdyś swoich rodziców, teraz błagał o przebaczenie swoich poddanych. Na początku 1823 Francja zaatakowała Hiszpanię, a w maju partia rewolucyjna przeniosła Ferdynanda do Kadyksu. Król cały czas obiecywał, że spełni wszystkie postulaty rewolucjonistów. Został jednak uwolniony dopiero po bitwie o Trocadero (31 sierpnia 1823) i upadku Kadyksu.
Cztery małżeństwa Ferdynanda przyniosły mu jedynie trzy córki (tylko dwie przeżyły dzieciństwo). W 1830 roku król wprowadził sankcję pragmatyczną, aby córka Izabela po jego śmierci mogła odziedziczyć tron. To spowodowało później wybuch wojny domowej w Hiszpanii (patrz: karlizm).

## Genealogia
| Karol III ur. 20 I 1716 zm. 14 XII 1788 | Karol III ur. 20 I 1716 zm. 14 XII 1788 |                                       |                                       | Maria Amalia Wettyn ur. 24 XI 1724 zm. 27 IX 1760 | Maria Amalia Wettyn ur. 24 XI 1724 zm. 27 IX 1760 |  |  | Filip Burbon 1) ur. 15 III 1720 zm. 18 VII 1765 | Filip Burbon 1) ur. 15 III 1720 zm. 18 VII 1765 |                                                     |                                                     | Elżbieta Burbon 2) ur. 14 VIII 1727 zm. 6 XII 1759 | Elżbieta Burbon 2) ur. 14 VIII 1727 zm. 6 XII 1759 |
|                                         |                                         |                                       |                                       |                                                   |                                                   |  |  |                                                 |                                                 |                                                     |                                                     |                                                    |                                                    |
|                                         |                                         |                                       |                                       |                                                   |                                                   |  |  |                                                 |                                                 |                                                     |                                                     |                                                    |                                                    |
|                                         |                                         | Karol IV ur. 11 XI 1748 zm. 20 I 1819 | Karol IV ur. 11 XI 1748 zm. 20 I 1819 |                                                   |                                                   |  |  |                                                 |                                                 | Maria Ludwika Parmeńska ur. 9 XII 1751 zm. 2 I 1819 | Maria Ludwika Parmeńska ur. 9 XII 1751 zm. 2 I 1819 |                                                    |                                                    |
|                                         |                                         |                                       |                                       |                                                   |                                                   |  |  |                                                 |                                                 |                                                     |                                                     |                                                    |                                                    |
|                                         |                                         |                                       |                                       |                                                   |                                                   |  |  |                                                 |                                                 |                                                     |                                                     |                                                    |                                                    |
|                                         |                                         |                                       |                                       |                                                   |                                                   |  |  |                                                 |                                                 |                                                     |                                                     |                                                    |                                                    |

| 1 Maria Antonietta3) ur. 14 XII 1784 zm. 21 V 1806 OO 6 X 1802 | 1 Maria Antonietta3) ur. 14 XII 1784 zm. 21 V 1806 OO 6 X 1802 | 2 Maria Izabela Braganza 4) ur. 19 V 1797 zm. 29 XI 1818 OO 29 IX 1816 | 2 Maria Izabela Braganza 4) ur. 19 V 1797 zm. 29 XI 1818 OO 29 IX 1816 | Ferdynand VII ur. 13 X 1784 zm. 29 IX 1833       | Ferdynand VII ur. 13 X 1784 zm. 29 IX 1833       | 3 Maria Józefa Wettyn 5) ur. 6 XII 1803 zm. 17 V 1829 OO 20 X 1819 | 3 Maria Józefa Wettyn 5) ur. 6 XII 1803 zm. 17 V 1829 OO 20 X 1819 | 4 Maria Krystyna Burbon 6) ur. 27 IV 1806 zm. 22 VIII 1878 OO 11 XII 1829 | 4 Maria Krystyna Burbon 6) ur. 27 IV 1806 zm. 22 VIII 1878 OO 11 XII 1829 |
|                                                                |                                                                |                                                                        |                                                                        |                                                  |                                                  |                                                                    |                                                                    |                                                                           |                                                                           |
|                                                                |                                                                |                                                                        |                                                                        |                                                  |                                                  |                                                                    |                                                                    |                                                                           |                                                                           |
|                                                                |                                                                |                                                                        |                                                                        |                                                  |                                                  |                                                                    |                                                                    |                                                                           |                                                                           |
|                                                                | 2                                                              |                                                                        | 4                                                                      |                                                  | 4                                                |                                                                    |                                                                    |                                                                           |                                                                           |
| Izabela Burbon ur. 21 VIII 1817 zm. 9 I 1818                   | Izabela Burbon ur. 21 VIII 1817 zm. 9 I 1818                   | Izabela II ur. 10 X 1830 zm. 9 IV 1904                                 | Izabela II ur. 10 X 1830 zm. 9 IV 1904                                 | Ludwika Ferdynanda7) ur. 30 I 1832 zm. 2 II 1897 | Ludwika Ferdynanda7) ur. 30 I 1832 zm. 2 II 1897 |                                                                    |                                                                    |                                                                           |                                                                           |

1. syn Filipa V
2. córka Ludwika XV i Marii Leszczyńskiej
3. córka Ferdynanda I i Marii Karoliny Habsburg
4. córka Jana VI i Karoliny Joachimy (córki Karola IV)
5. córka Maksymiliana Saksońskiego i Karoliny Burbon-Parmeńskiej
6. córka Franciszka I i Marii Izabeli (córki Karola IV)
7. żona Antoniego Orleańskiego (syna Ludwika Filipa I)

## W kulturze popularnej
Jeden z bohaterów powieści Volavérunt urugwajskiego pisarza Antonia Larrety i powstałego na jej podstawie filmu.